# Ewa Wanda Ostrowska
Ewa Wanda Ostrowska – polska dziennikarka, autorka książek biograficznych i założycielka Oficyny Wydawniczej MINIATURA. Często mylona z pisarką Ewą Marią Ostrowską.
Do  powstania jej wydawnictwa i ukształtowania się jego marynistycznego i biografistycznego profilu przyczyniła się blisko 8-letnia osobista współpraca z kpt. Karolem Olgierdem Borchardtem i powierzenie Ewie W. Ostrowskiej przez pisarza swojej spuścizny literackiej.
Swoją karierę pisarską rozpoczęła książką wspomnieniową "Pod białą różą" wspominającą kapitana Borchardta.

## Twórczość
- Pod białą różą – wyd.: Oficyna Wydawnicza Miniatura, Gdynia 2002.
- Niezwykłe życie Wandy Wożniak – wyd.: Oficyna Wydawnicza Miniatura, Gdynia 2007.
- Gdynia. Miasto i ludzie – wyd.: Oficyna Wydawnicza Miniatura, Gdynia 2003.
- Kapitan własnej duszy. Borchardt znany i nieznany – wyd.: Oficyna Wydawnicza Miniatura, Gdynia 2001.
- Dama polskiej medycyny – wyd.: Oficyna Wydawnicza Miniatura, Gdynia 2002.